# Oded Galor
Oded Galor est un économiste israélien. Il est actuellement professeur d'économie à l'université Brown. Il est le fondateur de la théorie de la croissance unifiée (en anglais : unified growth theory), qui a permis d'éclairer le processus de développement économique à une échelle macro-historique. Il a d'ailleurs été l'un des premiers à explorer en quoi l'évolution humaine, la diversité des populations et l'inégalité ont eu un impact sur ce même processus tout au long de l'existence de l'humanité. Par ses travaux, Galor a dès lors contribué à faire mieux comprendre le rôle des facteurs dits profondément ancrés tant dans la transition de la stagnation à la croissance économique que dans l'émergence des inégalités économiques entre les différentes régions du globe terrestre.

## Carrière
Galor a obtenu un titre de baccalauréat (BA) et de master (MA) à l'université hébraïque de Jérusalem, avant d'accomplir son doctorat à l'université Columbia, aux Etats-Unis. Après avoir été professeur d'économie à l'université hébraïque de Jérusalem, il est actuellement professeur d'économie à l'université Brown. Il a été nommé Docteur Honoris Causa de la Poznań University of Economics & Business et de l'UCLouvain. Il est membre étranger élu de l'Academia Europaea (honoris causa) et membre élu de la Econometric Society. Il a dirigé le groupe de recherche NBER dédié à la répartition des revenus et à la macro-économie. Il est membre du CEPR et de l'IZA, chercheur associé au NBER at au CESifo, ainsi que chercheur affilié à l'université de Tel-Aviv et au département d'économie de l'université hébraïque de Jérusalem. Il est en outre éditeur en chef du Journal of Economic Growth, éditeur du Journal of Population Economics, co-éditeur de Macroeconomic Dynamics, ainsi que membre du comité éditorial de plusieurs autres revues scientifiques parmi lesquelles Economics and Human Biology et le Journal of Economic Inequality,.

## Recherche
Oded Galor a fondé la théorie unifiée de la croissance.
A travers ses recherches interdisciplinaires, Galor a réorienté les études menées dans le champ de la croissance économique vers l'exploration du spectre de la longue histoire de l'humanité et vers le rôle des facteurs bio-géographiques dans le développement économique comparé. Par là, il a ouvert la voie à une importante production scientifique qui étudie (1) l'impact de l'inégalité sur le processus de développement, (2) l'interaction entre l'évolution humaine et le développement économique, (3) la transition de la stagnation à la croissance, et (4) l'impact de la diversité humaine sur le développement économique comparé.
Galor est aussi le co-auteur du modèle Galor-Zeira, lequel constitue le premier modèle macro-économique qui explore le rôle de l'hétérogénéité dans la détermination du comportement macro-économique. À l'inverse de l'approche centrée sur l'agent représentatif, qui a dominé le champ de la macro-économie jusqu'aux débuts des années 1990 et qui affirmait que l'hétérogénéité n'avait aucun impact sur l'activité macro-économique, le modèle Galor-Zeina démontre qu'en présence à la fois des imperfections des marchés des capitaux et des non-convexités locales dans la production du capital humain, la répartition des revenus affecte à long terme autant le niveau du revenu par tête que le processus de croissance. The Review of Economic Studies a inclus l'article présentant ce modèle parmi les onze articles les plus novateurs que cette revue a publiés au cours des soixante dernières années.

## Livres

### Discrete Dynamical Systems(2010)
Ce livre propose une introduction aux systèmes dynamiques discrets, qui constituent un cadre d'analyse communément utilisé dans les champs de la biologie, de la démographie, de l'écologie, de l'économie, de l'ingénierie, de la finance et de la physique. Pour ce faire, l'ouvrage de Galor s'attache à caractériser les facteurs fondamentaux qui gouvernent les trajectoires qualitatives et quantitatives d'une variété de systèmes dynamiques discrets, tout en fournissant des méthodes de résolution pour les systèmes qui peuvent être résolus de façon analytique, ainsi que des méthodes d'analyse qualitative pour les systèmes qui n'autorisent ou ne nécessitent pas une solution explicite. L'analyse de Galor se centre d'abord sur la caractérisation des facteurs qui gouvernent l'évolution des variables d'état dans le contexte élémentaire de systèmes unidimensionnels, du premier ordre, linéaires et autonomes. Sur cette base, Galor généralise les principes fondamentaux relatifs aux forces qui affectent l'évolution de ces systèmes élémentaires, avant d'établir les facteurs qui déterminent la trajectoire des systèmes dynamiques multidimensionnels, non linéaires, d'ordre supérieur et non autonomes,,.

### Unified Growth Theory(2011)

#### Contexte
Pendant la majeure partie de l'existence de l'humanité, la croissance économique a été quasiment absente sur toute la surface du globe terrestre. Néanmoins, il y a deux siècles, certaines régions du monde ont commencé à émerger de cette époque de stagnation pour se diriger vers une période de croissance économique soutenue, qui a profondément altéré le niveau et la répartition de la richesse et de la santé dans le monde entier. Dans son livre Unified Growth Theory, Galor propose une théorie globale qui explique ce qui a déclenché cette transformation remarquable dans l'histoire de l'humanité.

#### Résumé
Unified Growth Theory fournit la première théorie qui éclaire les facteurs ayant déterminé le processus de développement depuis l'émergence de l'Homo sapiens. Galor, qui a fondé le champ de la théorie de la croissance unifiée, identifie les forces préhistoriques et historiques qui sont à l'œuvre dans la transition différentielle de la stagnation à la croissance économique, ainsi que dans l'émergence des disparités de revenus dans le monde. Il dévoile les mécanismes qui ont piégé l'économie mondiale dans des millénaires de quasi-stagnation, mais qui ont finalement induit la transition, remarquable, vers une ère de croissance économique soutenue, caractérisée par de larges inégalités entre les différents pays et régions du monde. Unified Growth Theory suggère que, durant la majeure partie de l'existence de l'humanité, le progrès technologique était contrebalancé par la croissance démographique et que les conditions de vie étaient celles d'une économie de subsistance dans le temps et dans l'espace. Cependant, le renforcement de l'interaction entre, d'une part, le taux de progrès technologique et, d'autre part, la taille et la composition de la population a progressivement accéléré le rythme du progrès technologique, augmentant par là l'importance de l'éducation dans la capacité des individus à s'adapter à un environnement technologique en mutation. La hausse des ressources allouées à l'éducation a alors déclenché une réduction des taux de fertilité, qui a permis aux économies de consacrer une large part des bénéfices du progrès technologique à la croissance du revenu par tête, et non plus à la croissance de la population. Une telle modification a ainsi ouvert la voie à l'émergence d'une croissance économique soutenue. La théorie de Galor suggère en outre que les variations dans les traits bio-géographiques, ainsi que les spécificités culturelles et institutionnelles, ont généré une différence entre les pays quant au rythme de la transition de la stagnation vers la croissance, causant subséquemment entre ces pays des divergences dans leur revenu par tête au cours des deux derniers siècles,,.

#### Réception
Le prix nobel d'économie Robert Solow estime que la théorie de Galor est « d'une ambition à couper le souffle ». Il ajoute que « Galor propose un modèle assez simple, orienté vers le capital humain, lequel rendra compte des millénaires de quasi-stagnation malthusienne, de la révolution industrielle et de la croissance rapide qu'elle implique, de la transition démographique qui accompagne cette révolution, et de l'émergence d'une croissance moderne basée sur le capital humain. Et le modèle est supposé générer de façon endogène les transitions d'une aire à la suivante. Le livre qui en résulte est alors un puissant mélange de faits, de théorie et d'interprétation ».
Selon Daron Acemoğlu, professeur d'économie au Massachusetts Institute of Technology (MIT), « Unified Growth Theory constitue une œuvre d'une ambition inhabituelle » qui « va inspirer, motiver et défier les économistes ».
Enfin, Steven N. Durlauf, professeur d'économie à l'université de Chicago, pense pour sa part que l'ouvrage « Unified Growth Theory représente la Grande Science au meilleur de son niveau. Cet ouvrage se saisit de quelques-unes des plus larges questions des sciences sociales, combinant une théorie économique de pointe avec la riche exploration d'un vaste éventail de preuves empiriques ». Il estime que les idées de Galor « auront un effet durable sur l'économie ».

## Publications
- Oded Galor et H. Ryder, « Existence, Uniqueness and Stability of Equilibrium in an Overlapping-Generations Model with Productive Capital », Journal of Economic Theory,‎ 1989, 49, 360–375.
- Oded Galor et N. Sicherman, « A Theory of Career Mobility », Journal of Political Economy,‎ 1990, 98, 169–192
- Oded Galor, « A Two-Sector Overlapping-Generations Model: A characterization of the Dynamical System », Econometrica,‎ 1992, 60, 1351–1386
- Oded Galor et J. Zeira, « Income Distribution and Macroeconomics », Review of Economics Studies,‎ 1993, 60, 35–52.
- Oded Galor, « Convergence? Inferences from Theoretical Models », Economic Journal,‎ 1996, 106, 1056–1069.
- Oded Galor et D. Weil, « The Gender Gap, Fertility, and Growth », American Economic Review,‎ 1996, 86, 374–387.
- Oded Galor et D. Tsiddon, « Technological Progress, Mobility, and Economic Growth », American Economic Review,‎ 1997, 87, 363–382.
- Oded Galor et D. Weil, « From Malthusian Stagnation to Modern Growth », American Economic Review,‎ 1997, 89, 150–154.
- Oded Galor et D. Weil, « Population, Technology, and Growth: From the Malthusian Regime to the Demographic Transition and Beyond », American Economic Review,‎ septembre 2000, 90, 806–828.
- Oded Galor et O. Moav, « Ability-Biased Technological Change, Wage Inequality and Economic Growth », Quarterly Journal of Economics,‎ 2000, 115, 469–498.
- Oded Galor et O. Moav, « Natural Selection and the Origin of Economic Growth », Quarterly Journal of Economics,‎ 2002, 117, 1133–1192.
- Oded Galor et O. Moav, « From Physical to Human Capital Accumulation: Inequality in the Process of Development », Review of Economic Studies,‎ 2004, 71, 1001–1026.
- Oded Galor, « From Stagnation to Growth: Unified Growth Theory », Handbook of Economic Growth,‎ 2005, North Holland.
- Oded Galor et O. Moav, « Das Human Kapital: A Theory of the Demise of the Class Structure », Review of Economic Studies,‎ 2006, 73, 85–117.
- Oded Galor et A. Mountford, « Trade and the Great Divergence: The Family connection », American Economic Review,‎ 2006, 96, 299–303.
- Oded Galor, Discrete Dynamical Systems, Springer, 2007.
- Oded Galor, « Trading Population for Productivity », Review of Economic Studies,‎ 2008, 75, 1143–1179.
- Oded Galor, O. Moav et D. Vollrath, « Inequality in Landownership, the Emergence of Human-Capital Promoting Institutions, and the Great Divergence », Review of Economic Studies,‎ 2009 , 76, 143–179.
- Oded Galor, « The 2008 Lawrence R. Klein Lecture-Comparative Economic Development: Insights From Unified Growth Theory », International Economic Review,‎ 2010, 51, 1–44.
- Oded Galor, Unified Growth Theory, Princeton University Press, 2011.
- Oded Galor et Q. Ashraf, « Dynamics and Stagnation in the Malthusian Epoch », American Economic Review,‎ 2011, 101.
- Oded Galor et Q. Ashraf, « The Out of Africa Hypothesis, Human Genetic Diversity and Comparative Development », American Economic Review,‎ 2013, 103.
- Oded Galor et Q. Ashraf, « Genetic Diversity and the Origins of Cultural Fragmentation », American Economic Review,‎ mai 2013, P&P 103 (2).
- Oded Galor et O. Ozak, « The Agricultural Origins of Time Preference », American Economic Review,‎ 2016, 106 (8), 3064-3103.
- Oded Galori et Q. Ashraf, « The Macrogenoeconomics of Comparative Development », Journal of Economic Literature,‎ 2018, 56 (3), 1119-1155.
- Oded Galor, C. Arbatli, Q. Ashraf et M. Klemp, « Diversity and Conflict », Econometrica,‎ 2019.

## Affiliations et responsabilités scientifiques
- Editeur en chef, Journal of Economic Growth, 1995
- Editeur, Journal of Population Economics, 2018
- Co-éditeur, Macroeconomic Dynamics,2018
- Co-directeur du groupe de recherche NBER sur la répartition des revenus et la macro-économie, 1995
- Membre du comité éditorial, Economics and Human Biology, 2002
- Membre du comité éditorial, Journal of Economic Inequality, 2003
- Membre du comité consultatif, Journal of Economic Research, 1997
- Membre du comité éditorial consultatif, Open Economics, 2017
- Directeur de collection, Population Economics, Springer, 2018
- Editeur associé, Economics, 2007
- Chercheur-membre, Centre for Economic Policy Research, 1995
- Chercheur associé, IZA, 2012
- Chercheur-membre, CESifo, 2014
- Membre, Department of Economics, Hebrew University, 2006
- Membre (Sackler Fellow), Tel-Aviv University, 2015

## Conférences honorifiques
- The Yanfu Lecture, Pékin, 2019.
- The Bogan Lecture, Jérusalem, 2019.
- The Zeuthen Lectures, Copenhague, 2016.
- The Berglas Lecture, université de Tel-Aviv, 2015.
- The Maddison Lecture, Groningen, 2012.
- The Kuznetz Lecture, Yale, 2009.
- The Klein Lecture, Osaka, 2008.